# Porrhomma oblitum
Porrhomma oblitum là một loài nhện trong họ Linyphiidae. Chúng miêu tả năm 1871.